# Lasioptera mastersi
Lasioptera mastersi är en tvåvingeart som beskrevs av Frederick Askew Skuse 1888. Lasioptera mastersi ingår i släktet Lasioptera och familjen gallmyggor. Inga underarter finns listade i Catalogue of Life.